# Маломостовской сельсовет
Маломостовско́й сельсовет — упразднённые административно-территориальная единица и муниципальное образование в составе Мокроусовского района Курганской области России. 
Административный центр — село Малое Мостовское.

## История
В соответствии с Законом Курганской области от 6 июля 2004 года № 419 сельсовет наделён статусом сельского поселения.
Законом Курганской области от 08.10.2021 № 109 сельсовет упразднён в связи с преобразованием муниципального района в Мокроусовский муниципальный округ.

## Население
| 1989 | 2002 | 2010 | 2012 | 2013 | 2014 | 2015 |
| ---- | ---- | ---- | ---- | ---- | ---- | ---- |
| 1012 | ↘907 | ↘737 | ↘715 | ↘691 | ↘661 | ↘627 |
| 2016 | 2017 | 2018 | 2019 | 2020 |      |      |
| ↘622 | →622 | ↘616 | ↘607 | ↘577 |      |      |

## Состав сельского поселения
| № | Населённый пункт | Тип населённого пункта       | Население |
| - | ---------------- | ---------------------------- | --------- |
| 1 | Круглое          | деревня                      | ↘174      |
| 2 | Малое Мостовское | село, административный центр | ↘373      |
| 3 | Малое Середкино  | деревня                      | ↘122      |
| 4 | Осеева           | деревня                      | ↘2        |
| 5 | Отставное        | деревня                      | ↘66       |